# Wirginia (imię)
Wirginia – imię żeńskie pochodzenia łacińskiego. Znaczenie: dziewica.  
Forma męska imienia Wirginiusz. 
Jest jedna święta i jedna błogosławiona o tym imieniu.
W styczniu 2025 r. w rejestrze PESEL wykazano 1100 kobiet o imieniu Wirginia nadanym jako imię pierwsze oraz: 248 o imieniu Virginia i 38 – Virginie, nadanym jako imię pierwsze.
Wirginia imieniny obchodzi: 7 stycznia i 15 grudnia.

## Kobiety noszące imię Wirginia
- Virginia Madsen – amerykańska aktorka,
- Virginie Pichet (ur. 1983) − francuska tenisistka,
- Virginia Woolf – angielska pisarka.